# Gatastrófico
Gatastrófico é uma série de animação britânico-canadense da série de televisão produzida pela Wildseed Kids para Teletoon e Disney XD. A primeira série foi ao ar no Disney XD no Reino Unido em 12 de Maio de 2016. Nos Estados Unidos, o primeiro episódio foi ao ar no Disney XD como uma prévia em 31 de Maio de 2016 e, oficialmente, no dia 20 de junho de 2016. No Canadá, foi lançado em 1 de novembro de 2016.
Estreou no Brasil pelo Disney Channel em Maio de 2017 e em Portugal pela SIC K em 2019.

## Sinopse
A série gira em torno das aventuras e amizade de Max, um preguiçoso gato e Gark, um alienígena que disfarça a si mesmo como um roxo malha gato. Gark caiu de sua nave espacial na Terra, com o pouso na lavanderia de Betty (Kayvan Novak), uma velha mulher que é dona de Max. Gark acredita que Max é um tigre, o mais valente de espécies na Terra, apesar de Max ser um covarde. Os dois encontram-se frequentemente em surreais situações de perigo devido a Gark, sendo instável e tendo bizarros poderes, que o Max muitas vezes usa para sua própria vantagem, sem pensar nas consequências.

## Personagens

### Personagens Principais
- Max - É um amarelo, preguiçoso, egoísta gato de estimação, que é mimado por Betty. Max muitas vezes é arrastado para o perigoso e assustador aventuras com Gark—aventuras que ele odeia ficar envolvido. Apesar de ter a vantagem de Gark poderes é mostrado várias vezes ao longo da série que ele ainda se preocupa com o seu melhor amigo. Seu nome completo é Maximillian Fluffybottom III.
- Gark - É um ingênuo alienígena de 9 anos de idade que disfarça-se como um gato roxo. Ela ama aventuras e de estar envolvidacom Max. A sua perigosa natureza se ele e Max desventuras, porque ele, na verdade, erros de Max para um tigre.
- Betty - É uma mulher de idade de um bom coração, que é dona de Max e Gark. Em "Jackson 5", ela revelou que ela tinha Jackson e Max (antes de Gark veio para a terra quando ela era mais jovem. Ela tem uma filha chamada Jeanette e vários falecidos maridos.

### Personagens Recorrentes
- Olhando o Cão - É um cão com olhos grandes e acinzentado a pele marrom, ele sempre olha para Max, que o torna desconfortável e com medo. Ele fez sua estréia em "Bin Suco" na forma de uma participação especial.
- Throckmorton - É a inteligência artificial dos Gark do navio, ele é superprotetor Gark e atua como uma figura paterna para ele, mesmo quando ele vem para Max suas atitudes confronto.
- Ranceford - É um gato branco. Max abriga uma queda por ela, mas como os outros animais, ela prefere Gark sobre Max. Ela é a líder do Sol Círculo de Gatos e nega Max associação.
- O Garoto - É um esquilo que vive no parque, ao lado de Betty apartamento e quem é Nelson melhor amigo.
- Os Esquilos - São três esquilos que também vivem ao lado de Betty apartamento.
- Nelson - É uma idiota e o excesso de peso pombo verde que é A Criança da melhor amigo.
- Cortador - É uma luz verde-gato azul com amarelo, olhos e cabelo roxo. Sua voz é assustadoramente extrovertido. Seu nome é revelado em "Caixa do Gato de Medo".
- Anton - É um verde cão com o cabelo preto. Em sua primeira aparição, ele é um valentão para Max, mas em episódios posteriores não é uma ameaça.
- Lixeira Chapéu de Gato - É um gato com desalinhado pele, ele acredita selvagens em teorias da conspiração e é um sem-teto.
- Chico - É um caçador de recompensas, disfarçado como um filhote de cachorro. Ela quer sequestrar Gark porque há uma recompensa em sua cabeça para dirigir seu navio rápido demais.
- Zaxos - É um Wartian caçador de recompensas previstas para capturar Gark, junto com o Chico. Mais tarde, ela apareceu em "Zaxos Retorna" e alega ter mudado suas formas, mas, na verdade, é roubar Betty bochechas.
- O Gato Deus dos Brinquedos - Max é o nêmesis e o governante de uma dimensão alternativa encontrada debaixo de Betty sofá.
- Jackson - É uma luz verde, a rua, a orelha rasgada, um patas do gato. Ele continua morrendo e voltando dos mortos, ele acusa Max por suas mortes e tenta matá-lo, mas, como Anton, não é uma ameaça em episódios posteriores.
- Wilma - É uma mulher de idade, que detém o Olhar do Cão e um dos Betty amigos.
- Jeanette - É de Betty gato obcecado filha, ela ocasionalmente parece, depois de Max e sempre traz figurinos, algo Max odeia.

### Personagens Secundários
- Flargle - É um roxo três de olhos alienígenas que posta em um blog sobre o quão ruim de um planeta Terra é, o que faz com que Gark ser louco. Ele parceiros com Chico e Zaxos no episódio, "Gark s Got Talent". Ele fez sua estreia em "Meros Mortais".
- Chameleon - É um camaleão que se transformou em um super-vilão por Gark em "O Gark Night Rises". Ele emparelhado com Anton e Olhando Dog, no episódio, "Gark s Got Talent".
- Jibbo - É um verde e amarelo alienígena que um dos salvadores da Baa-Boo-Raa. Ela foi apresentada na segunda parte de "Gone Gark".
- Baa-Boo-Raa - É um Sensei, que escolheu Gark para salvar o universo juntando-se os salvadores para a formação. Ele foi introduzido em "Gone Gark" .
- Meathead - É um alien que é feito de carne e de Planeta meathead (tête. Ele também é um dos salvadores. Ele fez sua estréia na segunda parte de "Gone Gark".

## Produção

### Desenvolvimento
Em 3 de dezembro de 2010, a Aardman Animations originalmente iniciado o desenvolvimento para o show para a Disney. A série é  a primeira da Aardman at primeira série de usar a animação tradicional.
O desenvolvimento foi, em co-produção com Wildseed Studios para concluir o desenvolvimento para o projeto juntos enquanto Atomic Cartoons foi contratado para servir de animação de produção e Tricon Films & Television  comprometidos para distribuir a série até a Sonar Entertainment , tinha tomado ao longo de sua distribuição.
Os desenhos para o espetáculo foram fornecidas pela Antoine Birot e Raphael Chabassol baseados em desenhos originais por Nick Edwards. A série é dirigido por Ben Marsaud e produzido por Sarah Mattingley. A primeira temporada consistiu de 52 episódios de dez minutos cada, e coincidiu com o 11 de dois minutos shorts.
Ben Marsaud (que é o diretor da série) foi um ex-artista de storyboard de temporadas 1-3 do Cartoon Network's original anglo-Americana crianças da série de animação, O Incrível Mundo de Gumball e é o atual diretor do Netflix's de animação original de comédia, F é para a Família.
Milhas Bullough (que é o produtor executivo da série), é também um produtor executivo do animado mostra, Shaun o carneiro, Timmy Tempo,  a de Wallace & Gromit direct-to-video filme, Uma Questão de Pão e Morte para Aardman.

## Animação
Os serviços de animação para a série é tratada pelo Atomic Cartoons. A empresa de animação também foi conhecido por Atomic Betty, Capitão Flamingo e assim, atualmente, como a sexta temporada de Max & Ruby e Angry Birds Toons. A animação está sendo feita em Adobe Flash.

## Episódios

### Curtas
Gatástrofico também estreou com o shorts foram originalmente exibido no Disney XD, e no canal do YouTube do Reino Unido no dia 12 de Maio, 2016 e no Teletoon do YouTube em 30 de novembro de 2016, respectivamente, para ajudar a manter o show, mas ela terminou com 11 de dois minutos shorts e terminou em 22 de Março de 2017, no Disney XD França do YouTube.

### 2ª Parte - Especial
No episódio, "Gone Gark", é lançado em 30 de janeiro de 2017 no Disney XD nos Estados Unidos. Ele também atuou como o dia 26 de segmento e o 52º episódio, tornando-o season finale da season 1. Ele foi ao ar no Teletoon em 9 de fevereiro de 2017. No Reino Unido, foi lançado em 22 de janeiro de 2017. E ele foi o último episódio a ser na distribuição com Tricon Filmes e na Televisão antes de Sonar de Entretenimento, assumiu distribuição.

## Recepção

### Resposta crítica
Desde o show de estreia em meados de 2016, A série alcançou sua classificação de 8/10 no IMDb. Emily Ashby (da Common Sense Media) afirmou que seu PLANO de revisão é que Contrafacção de Gato é um "Engraçado amigo comédia tem mal felina, com sabor de humor".